# Маринін (гміна Ясенець)
Маринін (пол. Marynin) — село в Польщі, у гміні Ясенець Груєцького повіту Мазовецького воєводства.
У 1975-1998 роках село належало до Радомського воєводства.